# Gretchen Wendland
Gretchen Wendland ist ein mittellanges deutsches Stummfilmmelodram aus dem Jahre 1914 von Curt A. Stark mit seiner Ehefrau Henny Porten, die auch das Drehbuch verfasste, in der Titelrolle. Die männliche Hauptrolle übernahm Ludwig Trautmann.

## Handlung
Im Mittelpunkt der Geschichte steht die Liebe der einfachen Tischlerstochter Gretchen Wendland zu dem feschen Reserveleutnant Sanden. Der aber ist bereits verlobt. Als Ingenieur verunglückt er bei Sprengungsversuchen und wird dabei schwer verletzt. In diesem Moment steht Gretchen ihm zur Seite und pflegt den Verwundeten gesund. Dann aber schlittert von Sanden in einen gesellschaftlichen Skandal, der die Reputation von gleich zwei Menschen zerstören könnte: Er gerät mit einem Offizierskameraden aneinander, der sich kurz darauf das Leben nimmt. Der Verdacht wird laut, dass Sanden womöglich dahinter steckt. Er hat kein Alibi, weil er zu diesem nächtlichen Zeitpunkt mit einer hoch stehenden Dame der Gesellschaft, einer Baronin, zusammen war und diese durch eine wahrheitsgemäße Aussage kompromittieren würde.
Und so springt Gretchen Wendland unverhofft für ihren geliebten Leutnant in die Bresche und behauptet, dass er die fragliche Nacht mit ihr verbracht habe. Von Sanden ist, nunmehr von jeder Schuld freigesprochen, reingewaschen. Dafür gerät nun Gretchen als unverheiratete junge Frau in ein schiefes Licht. Ihr Vater ist über den „unmoralischen“ Lebenswandel seiner angeblich „verworfenen“ Tochter, die vergeblich beteuert, dass es sich bei ihrer Aussage um eine reine Notlüge gehandelt habe, entsetzt und wirft Gretchen kurzerhand aus seinem Haus heraus. Leutnant von Sanden, ein Mann von Ehre, will diese „Schande“ auf Gretchen nicht sitzen lassen, trennt sich von seiner Verlobten und bittet das Tischlermädchen, seine Frau zu werden. Damit versöhnen sich auch Vater und Tochter Wendland.

## Produktionsnotizen
Gretchen Wendland entstand kurz vor Ausbruch des Ersten Weltkriegs, passierte im August 1914 die Filmzensur und wurde im Oktober desselben Jahres in Österreich-Ungarn unter dem Titel Leutnant Sanden uraufgeführt. Für die Dauer des Krieges im Deutschen Reich zunächst mit Verbot belegt, erlebte der dreiaktige Streifen seine deutsche Premiere am 24. November 1916 in Berlins Mozartsaal. 

## Kritik
In Wiens Kinematographische Rundschau heißt es: „Henny Porten ist unvergleichlich. (…) Ihre darstellerische Schlichtheit ist ihr größter Triumph. Nichts gekünsteltes, nichts geziertes und mätzchenhaftes. Reine Natur, seelenvoll in jeder Erscheinung. Ihre neue Rolle als Gretchen Wendland wird nur eine Stimmung der Anerkennung finden. Gleich großartig und vielleicht ein Künstler, der selbst der Porten an Können um nichts nachsteht, ist Herr Rudolf Biebrach.“